# Németh Imre (miniszteri tanácsos)
Nyéki Németh Imre (Pozsony vagy Arad, 1839– Budapest, 1895. január 20.) miniszteri tanácsos.

## Életútja
Tanult Pozsonyban és Bécsben. 1867-ben belépett a földmívelés-, ipar- és kereskedelemügyi minisztériumba, ahol Gorove István az elnöki titkár teendőivel bízta meg. Az 1873. évi bécsi nemzetközi kiállítás magyar osztályának a rendezésével bízták meg. 1874-ben mint miniszteri tanácsos az elnöki osztályt vezette. 1882-ben a fiumei magyar királyi tengerészeti hatósághoz osztották be, amely hatáskörben 1886-ig működött. Ekkor a kereskedelmi miniszter a kereskedelmi múzeum élére állította; ezen új és modern intézetet szervezte és berendezte; ennek keretében ő honosította meg a szakkiállításokat (bőr-, agyag-, üvegipar stb.). 1893-ban Lukács Béla kereskedelmi miniszter kinevezte az 1896-os millenniumi ünnepségek igazgatójává. Lázasan, megfeszített erővel fogott a munkához, az első szervezési munkálatokat ő vezette, s a kiállítás sikerének alapját ő vetette meg. Számos kül- és belföldi rendjelnek volt a tulajdonosa. Örök nyugalomra helyezték 1895. január 23-án a Kerepesi úti temetőben.
Több cikket írt szaklapokba, így a Magyar Pénzügybe (1894. A részvénytársaságok és a kiállítás) stb.

## Kitüntetései
A vaskorona rend III. osztály, a svéd Wasa-rend I. osztályú középkeresztje, a francia becsületrend tisztikeresztje, az orosz Anna-rend II. osztály, a belga Lipót-rend tisztikeresztje, az olasz királyi koronarend középkeresztje, a porosz koronarend II. osztálya, a török Medschidie-rend IV. osztály, a portugál koronarend középkeresztje, a szerb Takova-rend középkeresztje, a porosz tudományérem tulajdonosa.

## Munkái
- Alapszabálytervezetek. Pest, 1869
- Helynévtár a magyar királyság és a határőrvidék pénzintézeteit és ipartársulatait úgy távirdai s vasúthálózatát ábrázoló térképhez. Hivatalos adatok alapján szerkesztette… (A térképet rajzolta Szalay Ignác). Pest, 1869
- Magyarország térképe különös tekintettel a létező vasuti, postai s távirdahálózatra, úgy a kir. biróságok, pénzintézetek és ipartársulatok székhelyeire. Hiteles adatok alapján kiadja. Bpest, 1876
- Kereskedelmi múzeum Budapesten. A hazai termékek állandó kiállításának Katalogusa. Bpest, 1888 (magyar és német szöveg)